# Max Angelelli

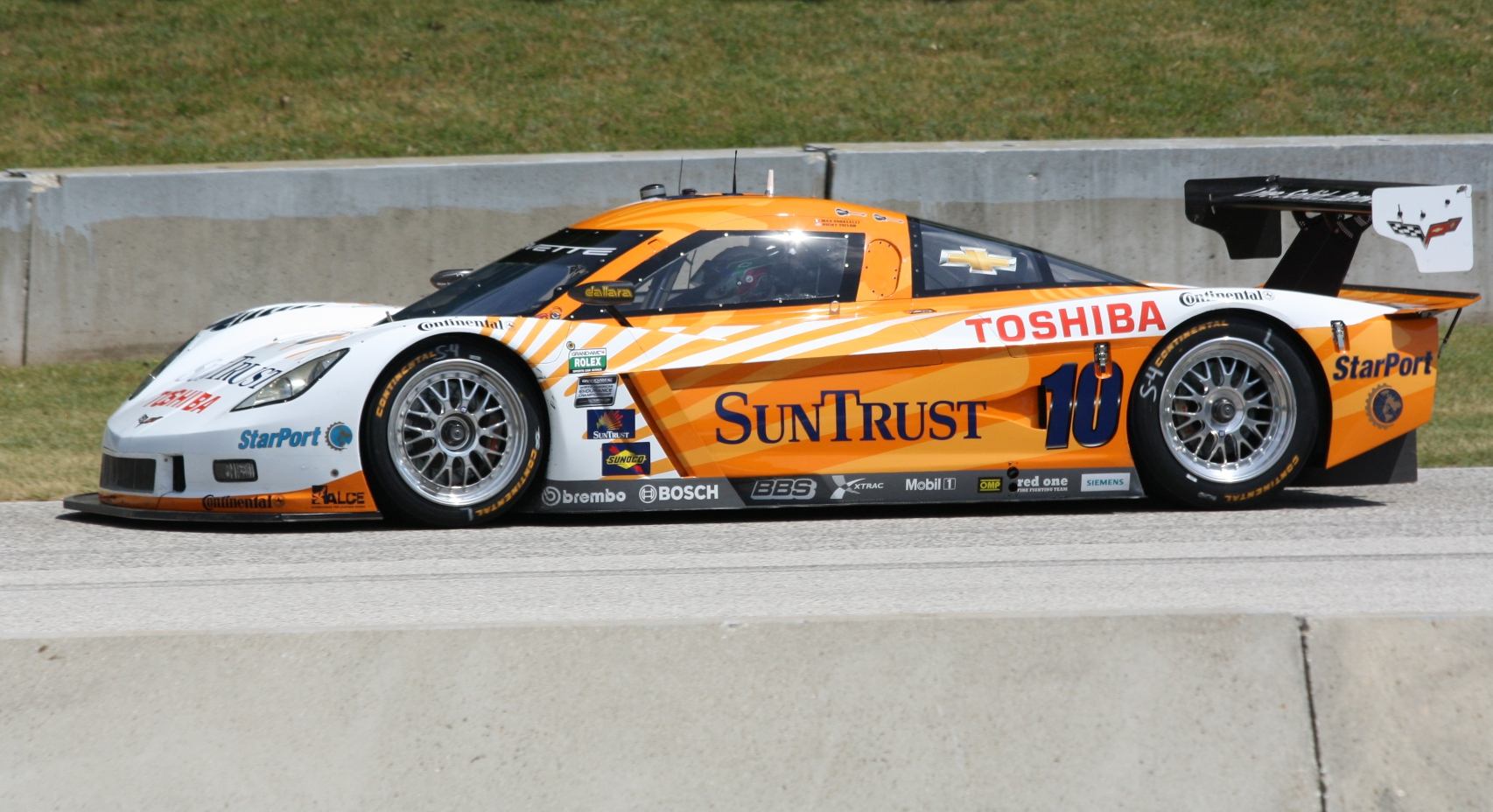
Max Angelelli al vloante de un Chevrolet Corvette DP en la serie Grand-Am 2012

Massimiliano "Max" Angelelli (Bolonia, Italia, 15 de diciembre de 1966) es un piloto de automovilismo de velocidad que se destacó en resistencia en Estados Unidos. Resultó campeón de la clase de prototipos de la Grand-Am Rolex Sports Car Series en 2005 y en 2013,  subcampeón en 2010 y 2011, cuarto en 2006 y 2007, y quinto en 2004 y 2009. Entre sus numerosos triunfos se destacan las 24 Horas de Daytona de 2005 y 2017, y las 6 Horas de Watkins Glen de 2001.
Aparte de su actividad como piloto, Angelelli fue copropietario del equipo de Wayne Taylor, y representante de pilotos como Ryan Briscoe y Ricardo Zonta. En 2020 se incorporó al fabricante italiano Dallara para trabajar en proyectos de sport prototipos.

## Inicios en el automovilismo (1985-1995)
Angelelli se inició en el automovilismo en 1985, disputando carreras de montaña y la categoría de monoplazas promocional Fórmula Fiat Abarth. En 1987 pasó a la Fórmula Alfa Bóxer Italiana, y obtuvo el quinto puesto en el campeonato 1988.
Luego ascendió a la Fórmula 3 Italiana, donde resultó novato del año 1989, consiguió el tercer puesto de campeonato en 1990, terminó quinto en 1991, y obtuvo el título en 1992. A continuación corrió en la Fórmula 3 Alemana, logrando el subcampeonato en 1993 y el tercer lugar en 1995. En paralelo, corrió en las principales carreras internacionales de Fórmula 3, destacándose un tercer lugar en el Gran Premio de Mónaco de 1991, y dos cuartos puestos en el Gran Premio de Macao de 1991 y 1992. 

## BPR y FIA GT (1996-1998)
En 1994, Angelelli debutó en las 24 Horas de Le Mans de 1994 con una Ferrari F40, donde abandonó. Angelelli pasó a disputar la BPR Global GT Series 1996 con una Ferrari F40, tras lo cual resultó segundo en el Gran Premio de Macao de Fórmula 3. En 1997, corrió algunas carreras de su sucesor, el Campeonato FIA GT, alternando un Porsche 911 GT1 y un Lotus Elise GT1, y abandonó en su última participación en Macao.
El italiano disputó algunas carreras del Campeonato FIA GT 1998 con un Porsche 911 GT1 de Zakspeed. También corrió tres de las seis carreras del Campeonato Japonés de Gran Turismos con un Toyota Celica GT300 de Bandoh, obteniendo dos podios y el 11º puesto final.

## ALMS y Le Mans (1999-2002)
Con la creación de la American Le Mans Series en 1999, Angelelli se unió al equipo Doyle-Risi. Al volante de una Ferrari 333 SP, no consiguió ningún podio. También corrió las 24 Horas de Le Mans, en este caso con un Panoz LMP-1 Roadster-S oficial junto a Johnny O'Connell y Jan Magnussen, que terminó 11º en la general.
El equipo oficial de Cadillac fichó al italiano para disputar la American Le Mans Series 2000 con un Cadillac Northstar LMP. También disputó las 24 Horas de Le Mans con el mismo equipo. En 2001, no consiguió ningún podio en la ALMS y terminó 11º en el campeonato; además llegó 15º en las 24 Horas de Le Mans, en este caso con un Cadillac Northstar LMP del equipo DAMS.
El italiano consiguió cuatro podios en 2002 con el nuevo Cadillac Northstar LMP02, pero sus cuatro ausencias lo relegaron al 12º puesto en el clasificador general. En su última participación en las 24 Horas de Le Mans, terminó noveno con el mismo automóvil oficial.

## Rolex Grand-Am y SCCA World Challenge (2003-2006)
Cadillac concluyó su programa oficial en sport prototipos al finalizar la temporada 2002. Angelelli se desempeñó como piloto de pruebas de Cadillac en 2003. En 2004 volvió a competir en Estados Unidos, al unirse al recién creado SunTrust Racing, el equipo oficial de Riley en la Rolex Sports Car Series, continuando con Wayne Taylor como compañero de butaca. Terminó quinto en el campeonato de pilotos de la clase Daytona Prototypes, con un saldo de tres victorias y ocho podios. Por otra parte, fue tercero en el SCCA World Challenge con un Cadillac CTS.
El italiano obtuvo cinco triunfos y diez podios en la serie Grand-Am 2005, para coronarse campeón con SunTrust junto a Wayne Taylor, superando así a Scott Pruett y Luis Díaz de Ganassi. Ese año logró su única victoria en las 24 Horas de Daytona, contando como tercer piloto a Emmanuel Collard. Por otra parte, obtuvo una victoria y cuatro podios en cinco carreras disputadas del SCCA World Challenge, nuevamente con un Cadillac CTS.
En la serie Grand-Am 2006, Wayne Taylor y Jan Magnussen se alternaron como compañeros de butaca de Angelelli. El italiano consiguió una victoria y cinco podios, quedando cuarto en el campeonato de pilotos. También disputó tres carreras del SCCA World Challenge con un Cadillac CTS, y dos carreras del International Race of Champions.

## Wayne Taylor (2007-2017)
Wayne Taylor y Angelelli compraron el equipo SunTrust para la temporada 2007 de la Grand-Am Rolex. Angelelli continuó como piloto titular, pero tuvo como compañeros a Magnussen, Memo Gidley y Jonathan Cochet. Sumó dos victorias y nueve podios, por lo que repitió el cuarto puesto de campeonato.
En 2008, su compañero de butaca pasó a ser Michael Valiante. Obtuvo solamente una victoria y cuatro podios, quedando relegado a la 11º colocación en el campeonato de pilotos de DP. 
Angelelli pasó a correr junto a Brian Frisselle en 2009. Consiguió dos victorias y seis podios, para alcanzar la quinta posición final.
Ricky Taylor ingresó al equipo de su padre Wayne Taylor para correr junto a Angelelli en la temporada 2010. Con un triunfo y siete podios, resultó subcampeón de pilotos de DP, aunque lejos de las nueve victorias de Pruett y Memo Rojas.
En las 12 carreras de 2011, el italiano y el estadounidense acumularon tres victorias, dos segundos puestos y tres terceros. Sin embargo, la dupla de Ganassi volvió a relegarlos al subcampeonato, al conseguir cinco victorias y cinco segundo puestos.
Continuando junto a Ricky Taylor en 2012, Angelelli ganó tres carreras y logró siete top 5 en 13 carreras, pero también cinco abandonos. De este modo, culminó séptimo en el campeonato de pilotos de DP.
En 2013, Ricky Taylor fue sustituido por su hermano Jordan Taylor como compañero de butaca de Angelelli en el equipo de Wayne Taylor. Ambos lograron 5 victorias, y un segundo lugar en las 24 Horas de Daytona, para así coronarse como campeones de la categoría, siendo la segunda para Angelelli.
Angelelli disputó las cuatro carreras de resistencia en el nuevo United SportsCar Championship 2014 con un Chevrolet Corvette DP del equipo Taylor, logrando el segundo puesto en las 24 Horas de Daytona y la victoria en Petit Le Mans. En 2015, el italiano resultó segundo en Sebring y cuarto en Petit Le Mans con Taylor. En 2016, fue segundo en las 24 Horas de Daytona, tercero en Petit Le Mans, y cuarto en las 6 Horas de Watkins Glen. En 2017, se retiró del automovilismo profesional con un triunfo en las 24 Horas de Daytona para Wayne Taylor Racing con el nuevo Cadillac DPi-V.R.